# Swing Kids
Swing Kids (v anglickém originále Swing Kids) je americký dramatický film z roku 1993. Režisérem filmu je Thomas Carter. Hlavní role ve filmu ztvárnili Robert Sean Leonard, Christian Bale, Frank Whaley, Barbara Hershey a Tushka Bergen.

## Obsazení
| Robert Sean Leonard | Peter Müller  |
| Christian Bale      | Thomas Berger |
| Frank Whaley        | Arvid         |
| Barbara Hershey     | Frau Müller   |
| Tushka Bergen       | Evey          |
| David Tom           | Willi Müller  |
| Julia Stemberger    | Frau Linge    |
| Kenneth Branagh     | Knopp         |